# Ruch Wyzwolenia Sudanu
Ruch Wyzwolenia Sudanu (Sudan Liberation Movement/Army – SLM) – grupa partyzancka działająca na terenie Sudanu. Została założona jako Front Wyzwolenia Sudanu przez członków grup etnicznych Fur, Zaghawa i Masalit, które to są największymi niearabskimi grupami etnicznymi Darfuru. Przywódcą ruchu został jego założyciel Abdul Wahid an-Nur. Jedna ze stron konfliktu w Darfurze i rebelii RSF.

## Grupy i frakcje
W 2006 Ruch Wyzwolenia Sudanu rozdzielił się na dwie oddzielne frakcje, wskutek odmiennych żądań w sprawie porozumienia z rządem Sudanu:
- Ruch Wyzwolenia Sudanu (Minni Minnawi) – przywódcą został Minni Minnawi, frakcja ta podpisała Porozumienie z Abudży w maju 2006[1].
- Ruch Wyzwolenia Sudanu (an-Nur) – frakcja dowodzona przez dotychczasowego lidera Abdula Wahid an-Nur. Warunki Porozumienia z Abudży nie zostały przyjęte[2].